# Presidenza della Bosnia ed Erzegovina
La Presidenza della Bosnia ed Erzegovina è un organo collegiale composto da tre membri che costituisce l'autorità massima della Bosnia ed Erzegovina. I tre membri sono eletti direttamente dal corpo elettorale e in modo contestuale ogni quattro anni; ognuno dei tre membri rappresenta uno dei tre popoli costitutivi: i bosgnacchi, i serbi e i croati. Ciascun membro assume a rotazione la carica di presidente della presidenza per un periodo di otto mesi.
La Presidenza ha sede a Sarajevo, nel Palazzo della Presidenza. La Presidenza ha a disposizione anche il Konak come sede di rappresentanza per i dignitari stranieri ospiti.
Il dettato costituzionale sulla composizione della Presidenza esclude la parte dei cittadini bosniaci ed erzegovesi che non appartengono ai tre popoli costitutivi ed è stato dunque oggetto di una sentenza della Corte europea dei diritti dell'uomo (caso Sejdić e Finci v. Bosnia ed Erzegovina) del 2009 che impone le necessarie modifiche costituzionali per garantire l'uguaglianza di tutti i cittadini e la non discriminazione legata all'appartenenza a una particolare nazionalità nell'accesso alle cariche pubbliche. Tali modifiche non sono mai state adottate per mancanza di accordi tra i partiti politici bosniaci.
| Legislature della Presidenza                         | Legislature della Presidenza | Legislature della Presidenza                              | Legislature della Presidenza                           | Legislature della Presidenza | Legislature della Presidenza |
| Legislatura (inizio-fine)                            | Elezione                     | Membri della Presidenza                                   | Membri della Presidenza                                | Partito                      | Popolo costitutivo           |
| ---------------------------------------------------- | ---------------------------- | --------------------------------------------------------- | ------------------------------------------------------ | ---------------------------- | ---------------------------- |
| I legislatura (13 ottobre 1996 - 12 ottobre 1998)    | 1996                         |                                                           | Alija Izetbegović                                      | SDA                          | Bosgnacco                    |
| I legislatura (13 ottobre 1996 - 12 ottobre 1998)    | 1996                         |                                                           | Momčilo Krajišnik                                      | SDA                          | Serbo                        |
| I legislatura (13 ottobre 1996 - 12 ottobre 1998)    | 1996                         |                                                           | Krešimir Zubak                                         | HDZ BiH                      | Croato                       |
| II legislatura (13 ottobre 1998 - 28 ottobre 2002)   | 1998                         |                                                           | Alija Izetbegović (fino all'ottobre 2000)              | SDA                          | Bosgnacchi                   |
| II legislatura (13 ottobre 1998 - 28 ottobre 2002)   | 1998                         | Halid Genjac (dall'ottobre 2000 fino al marzo 2001)       |                                                        | SDA                          | Bosgnacchi                   |
| II legislatura (13 ottobre 1998 - 28 ottobre 2002)   | 1998                         |                                                           | Beriz Belkić (dal marzo 2001 fino all'ottobre 2002)    | SBiH                         | Bosgnacchi                   |
| II legislatura (13 ottobre 1998 - 28 ottobre 2002)   | 1998                         |                                                           | Ante Jelavić (fino al marzo 2001)                      | HDZ BiH                      | Croati                       |
| II legislatura (13 ottobre 1998 - 28 ottobre 2002)   | 1998                         |                                                           | Jozo Križanović (dal marzo 2001 fino all'ottobre 2002) | SDP                          | Croati                       |
| II legislatura (13 ottobre 1998 - 28 ottobre 2002)   | 1998                         |                                                           | Živko Radišić                                          | SPRS                         | Serbo                        |
| III legislatura (29 ottobre 2002 - 28 ottobre 2006)  | 2002                         |                                                           | Dragan Čović (fino al marzo 2005)                      | HDZ BiH                      | Croati                       |
| III legislatura (29 ottobre 2002 - 28 ottobre 2006)  | 2002                         | Ivo Miro Jović (dal marzo 2005 fino all'ottobre 2006)     |                                                        | HDZ BiH                      | Croati                       |
| III legislatura (29 ottobre 2002 - 28 ottobre 2006)  | 2002                         |                                                           | Mirko Šarović (fino all'aprile 2003)                   | SDS                          | Serbi                        |
| III legislatura (29 ottobre 2002 - 28 ottobre 2006)  | 2002                         | Borislav Paravac (dall'aprile 2003 fino all'ottobre 2006) |                                                        | SDS                          | Serbi                        |
| III legislatura (29 ottobre 2002 - 28 ottobre 2006)  | 2002                         |                                                           | Sulejman Tihić                                         | SDA                          | Bosgnacco                    |
| IV legislatura (29 ottobre 2006 - 28 ottobre 2010)   | 2006                         |                                                           | Željko Komšić                                          | SDP                          | Croato                       |
| IV legislatura (29 ottobre 2006 - 28 ottobre 2010)   | 2006                         |                                                           | Nebojša Radmanović                                     | SNSD                         | Serbo                        |
| IV legislatura (29 ottobre 2006 - 28 ottobre 2010)   | 2006                         |                                                           | Haris Silajdžić                                        | SBiH                         | Bosgnacco                    |
| V legislatura (29 ottobre 2010 - 28 ottobre 2014)    | 2010                         |                                                           | Bakir Izetbegović                                      | SDA                          | Bosgnacco                    |
| V legislatura (29 ottobre 2010 - 28 ottobre 2014)    | 2010                         |                                                           | Željko Komšić                                          | SDP, poi DF                  | Croato                       |
| V legislatura (29 ottobre 2010 - 28 ottobre 2014)    | 2010                         |                                                           | Nebojša Radmanović                                     | SNSD                         | Serbo                        |
| VI legislatura (28 ottobre 2014 - 20 ottobre 2018)   | 2014                         |                                                           | Dragan Čović                                           | HDZ BiH                      | Croato                       |
| VI legislatura (28 ottobre 2014 - 20 ottobre 2018)   | 2014                         |                                                           | Mladen Ivanić                                          | PDP                          | Serbo                        |
| VI legislatura (28 ottobre 2014 - 20 ottobre 2018)   | 2014                         |                                                           | Bakir Izetbegović                                      | SDA                          | Bosgnacco                    |
| VII legislatura (20 ottobre 2018 - 16 novembre 2022) | 2018                         |                                                           | Šefik Džaferović                                       | SDA                          | Bosgnacco                    |
| VII legislatura (20 ottobre 2018 - 16 novembre 2022) | 2018                         |                                                           | Željko Komšić                                          | DF                           | Croato                       |
| VII legislatura (20 ottobre 2018 - 16 novembre 2022) | 2018                         |                                                           | Milorad Dodik                                          | SNSD                         | Serbo                        |
| VIII legislatura (dal 16 novembre 2022)              | 2022                         |                                                           | Denis Bećirović                                        | SDP                          | Bosgnacco                    |
| VIII legislatura (dal 16 novembre 2022)              | 2022                         |                                                           | Željko Komšić                                          | DF                           | Croato                       |
| VIII legislatura (dal 16 novembre 2022)              | 2022                         |                                                           | Željka Cvijanović                                      | SNSD                         | Serbo                        |